# 인텔리코리아
인텔리코리아는 1992년 1월에 설립된 대한민국 토종 CAD소프트웨어 개발사이다. 대표적인 소프트웨어는 인텔리캐드 로, 오토캐드 거의 모든 버전과 양방향으로 탁월한 호환성(dwg 파일 포맷 지원)을 유지, AutoCAD 명령어 지원, 오토캐드의 Autolisp 및 ADS 지원, Object ARX를 지원하므로 오토캐드 사용자들이 인텔리캐드로 마이그레이션 하여도 불편을 느끼지 않게 개발된 프로그램이다.
인텔리코리아(IntelliKorea)의 인텔리캐드(IntelliCAD)는 한글, 영문, 중문 간체, 중문 번체, 일본어, 헝가리어 등 다국어 버전을 지원하며, 129개 국가에서 사용되는 오토캐드의 대안 캐드로 널리 사용되고 있다.
2024년3월에 인텔리코리아 상호는 캐디안(CADian)으로 변경되었다.
외부 링크
- 인텔리코리아